# Alice Cruppi
Pour les articles homonymes, voir Cruppi.
Alice Cruppi, née Alice Nerik, le 14 février 1887 à Paris et morte le 29 mai 1968 à Boulogne-Billancourt, est une peintre et écrivain française.

## Biographie
Alice Nerik naît le 14 février 1887 dans le 14e arrondissement de Paris. 
Le 7 juillet 1913, elle épouse Marcel Cruppi (1883-1958), docteur en droit et fils de Jean Cruppi et de Louise Cruppi,.
Elle expose au Salon des indépendants de 1927 les toiles Paysage (Juzet-de-Luchon) et Déguisement, en 1928, Toits et jardins rue de Bellechasse et Nature morte et en 1929 Le Port de Brusc et Le Brusc près de Toulon.
On lui doit en outre des récits pour enfants. Pattes-Blanches, lapin de Gascogne reçoit en 1933 un prix de l'Académie française.

## Publications
- Touche-à-tout. Ses tragiques mésaventures, illustrations de Germaine Bouret, Nathan, 1928
- Pattes-Blanches, lapin de Gascogne, illustrations de Madeleine Charléty, Armand Colin, 1932
- L'héroïque équipée de Pattes-Blanches, illustrations de Pierre Lissac, Armand Colin, 1935